# Линда (приток Костромы)
Линда — река в России, протекает по Любимскому району Ярославской области. Устье реки находится в 55 км от устья Костромы по правому берегу. Длина реки составляет 12 км.
Протекает по лесу. Сельские населённые пункты есть только около устья: Починок-Чапков, Слобода, Починок-Шумилов, Починок-Усанов; напротив устья уже Костромская область.

## Происхождение названия
Вероятно, балто-славянское происхождение. В древнепрусском языке lindan — «долина, ложбина».

## Данные водного реестра
По данным государственного водного реестра России относится к Верхневолжскому бассейновому округу, водохозяйственный участок реки — Кострома от истока до водомерного поста у деревни Исады, речной подбассейн реки — Волга ниже Рыбинского водохранилища до впадения Оки. Речной бассейн реки — (Верхняя) Волга до Куйбышевского водохранилища (без бассейна Оки).
Код объекта в государственном водном реестре — 8010300112110000013011.